# Konstanze Wolf
Konstanze Wolf (* 1976 in München) ist eine deutsche Schauspielerin.

## Ausbildung
Konstanze Wolf machte von 1998 an ihr Schauspielstudium an der Athanor Akademie in Burghausen, welches sie 2002 erfolgreich abschloss. Es folgten weitere Schauspiel-Workshops u. a. bei Wolfgang Gufler im Theateratelier Le Corbeau in Limoges in Frankreich.

## Filmografie
- 1998: Die Hochzeit – HFF Kurzfilm
- 2003: Wegweiser – HFF Kurzfilm
- 2003: Die Dreisten Drei – jetzt noch dreister (Fernsehserie)
- 2004: PMS – Kurzfilm
- 2004: Ich sterbe – Kurzfilm
- 2005: Apartment 6 als Hauptrolle: Hausmeisterin – Kurzfilm
- 2006: Alles außer Sex (Fernsehserie)
- 2008: Sturm der Liebe als Katja Kräwe (Telenovela)
- 2009: Tatort: Wir sind die Guten (Fernsehreihe)
- 2009: Mars Attacks – Kurzfilm
- 2011: The Key – Kurzfilm